# Ypa
Ypa (Ipa) jedna od skupina Vilela Indijanaca koji su u 18. stoljeću živjeli u močvarnim krajevima kod rijeke Rio del Valle, pritoci rijeke Bermejo na argentinskom Chacu. Srodni su skupinama Pasain, Omoampa, Yoconoampa i Atalalá.
Njihovo ime znači (Hipo, "Those Who Live in a Hole")